# Granice konkurencji (publikacja)
Granice konkurencji – raport Grupy Lizbońskiej, składającej się z badaczy z Europy, Ameryki Północnej i Japonii, opublikowany w 1992, zawierający rezultaty analiz wolnego rynku z punktu widzenia przydatności mechanizmów konkurencji do rozwiązywania podstawowych kwestii globalnych.

## Opis
Raport wskazywał liczne niedomagania tego fundamentu stosunków rynkowych i ostatecznie negował konkurencję zarówno jako uzasadnioną współczesną ideologię, jak i mechanizm regulacji procesów gospodarczych.
Efektem pracy grupy lizbońskiej była propozycja nowego ładu światowego, opartego - zamiast walki konkurencyjnej - na czterech kontraktach:
- kontrakcie posiadania, mającym na celu usunięcie podstaw ubóstwa w świecie współczesnym,
- kontrakcie demokratycznym, mającym na celu stworzenie wspólnych globalnych instytucji władzy, zdolnych do reprezentowania całej ludności świata i pełnienie funkcji przeciwwagi politycznej dla korporacji transnarodowych,
- kontrakcie kulturowym, mającym na celu zapobieżenie niszczeniu odrębności kulturowej za pomocą konkurencji środkami gospodarczymi,
- kontrakcie ziemi, mającym na celu przekształcenie kryteriów wzrostu w kryteria ekowzrostu.